# كين ماكلويد
كين ماكلويد (بالإنجليزية: Ken MacLeod)‏ هو كاتب بريطاني، ولد في 2 أغسطس 1954 في Stornoway ‏ في المملكة المتحدة.

## وصلات خارجية
- الموقع الرسمي